# .sz
.sz е интернет домейн от първо ниво за Есватини. Представен е през 1993 г. Администрира се от Есватинската ISP Асоциация (SISPA).

## Домейни от второ ниво
- co.sz
- ac.sz
- org.sz